# Rajon Barwinkowe
Der Rajon Barwinkowe (ukrainisch Барвінківський район/Barwinkiwskyj rajon; russisch Барвенковский район/Barwenkowski rajon) war eine Verwaltungseinheit innerhalb der Oblast Charkiw im Osten der Ukraine. Der Rajon, welcher 1923 gegründet wurde, hatte eine Fläche von 1364,5 km² und eine Bevölkerung von 20.016 Einwohnern (Stand: 2020). Der Verwaltungssitz befand sich in der namensgebenden Stadt Barwinkowe.
Am 17. Juli 2020 kam es im Zuge einer großen Rajonsreform zum Anschluss des Rajonsgebietes an den Rajon Isjum.
Auf kommunaler Ebene war der Rajon in 1 Stadtratsgemeinde und 12 Landratsgemeinden unterteilt, denen jeweils einzelne Ortschaften untergeordnet waren.
Zum Verwaltungsgebiet gehörten:
- 1 Stadt
- 57 Dörfer
- 2 Ansiedlungen